# 中村教彰
中村 教彰（なかむら のりあき、1947年6月29日 - ）は、日本の政治家。元千葉県白井市長（2期）。

## 来歴
千葉県印旛郡白井村（のち白井町、現・白井市）出身。國學院大學法学部卒。1991年、白井町議会議員に当選、2期務める。1996年、白井町長に当選。町長在任中の1998年に全国の自治体で初めてISO 14000を取得した。2001年、白井町は市制施行により白井市となり、初代市長に就任した。2004年に再選。2008年に退任した。